# Ratpenat frugívor de Luzon
El ratpenat frugívor de Luzon (Otopteropus cartilagonodus) és una espècie de ratpenat de la família dels pteropòdids. És endèmic de les Filipines. El seu hàbitat són els boscos primaris, així com els boscos secundaris, de plana, de l'estatge montà i molsosos ben desenvolupats. Està lleugerament amenaçat per la pèrdua d'hàbitat.